# トム・ハンクスの大迷宮
『トム・ハンクスの大迷宮』（トム・ハンスのだいめいきゅう、Mazes and Monsters）は、1982年のアメリカ合衆国のテレビ映画。
"Mazes and Monsters"と名付けられた架空のテーブルトークRPGに熱中する大学生らを題材としている。当時26歳だったトム・ハンクスの初主演作である。

## 背景
ローナ・ジャフィ(Rona Jaffe)の小説『Mazes and Monsters』を原作とする。ジャフィは当時メディアで取りざたされていた「エグバート事件」、もしくは"Steam tunnel incident"として知られる事件を題材とし、他の作家が書く前に出したいという意図から数日でこの作品を書き上げた。
映画の製作中仮タイトルはそのまま"Dungeons & Dragons"というものであったが、法的問題を避けるため、原作どおりのタイトルに落ち着いた。しかし「Maze(迷宮)と「Dungeon(地下牢)」、「Monster(怪物)」と「Dragon(竜)」それぞれの対応からこの作品で取りざたされるゲームが「ダンジョンズ&ドラゴンズ」を暗示している事は明白である。

### エグバート事件
ミシガン州立大学の学生、ジェームス・ダラス・エグバートIII世はコンピュータサイエンスに才能を示した天才少年であったが、学業上のプレッシャー、薬物中毒、同性愛者であったことによる個人的な問題などからもともと精神的に不安定であった。
1979年8月、当時16歳の彼は遺書を残した上で大学の地下共同溝に入り、薬物の服用による自殺を試みた。しかしこれは失敗に終わり、彼はその直後から行方をくらまして友人宅等を転々とするようになった。両親の依頼により警察や私設探偵らが彼の捜索に当るが、探偵が「地下でゲームに興じていたのではないか」という推論を述べた。これがメディアでは「『ダンジョンズ&ドラゴンズ』に没入しすぎ、空想と現実の区別がつかなくなった少年の失踪事件」であると大々的に報道された。ジャフィの小説はこれらの報道に基づいている。エグバート本人は「ダンジョンズ&ドラゴンズ」をプレイした事はあるものの、ゲームに特に詳しい訳ではなかった。
ルイジアナ州の同性愛者の恋人宅にいたエグバートから探偵へ連絡が入り、この事件と彼の個人的問題について公表しないという約束が交わされたうえでエグバートは叔父の保護する所となった。しかし彼はその翌年にショットガンによる自殺で死去している。これは彼にとって三度目の自殺の試みであった(地下共同溝の事件は一度目)。私設探偵によって執筆された"The Dungeon Master"という本が出版され、事件に関するこれらの事実が明らかになったのは彼の死後、4年経ってからであった。(これらの経緯についてはJames Dallas Egbert III(英語版)を参照)

## あらすじ
映画は報道リポーターが洞窟を捜索する警官と話すシーンから幕を開け、警官は「"Mazes and Monsters"は手に負えない」と述べる。このシーンは物語の後半で繰り返される。
主人公のロビーは大学で新生活を始め、ジェイジェイ、ケイト、ダニエルらの若者たちと友人になる。彼らは全員テーブルトークRPG"Mazes and Monsters"のファンであったが、それぞれに問題を抱える人物として描かれる。ロビーはアルコール中毒の母親と厳格な父親との関係、また消息不明となっている兄ホールについて悩みを抱えている。
友人たちは、欠員の出ているゲーム・セッションにロビーを誘い、ゲームをしようと持ちかける。過去に熱中する余り学校を放校となった事のあるロビーは当初渋るが、最終的に承諾する。ロビーとケイトはこのゲームのセッションを通じて親密な関係になって行く。ロビーはケイトに夜間に兄の夢をみてうなされる事がある事も告白した。やがて、常々疎外感や孤独感を感じているジェイジェイは、自殺する場所を探して地元の立ち入り禁止の洞窟に入るが、この場所が登場人物になりきって行う「ライブRPG」の舞台としてうってつけであると気付く。
ジェイジェイはその後のセッションで自分のキャラクターを殺してしまい、他のメンバーに新しいキャンペーンを提案する。彼らはジェイジェイがゲームマスターとなったそのゲームの一環として洞窟に入った。だが、ロビーはそこで幻覚を見、想像上の怪物に襲われる。以来ロビーの様子がおかしくなった。ロビーは自分の持ちキャラクターである僧侶であると思い込み、「禁欲のため」と言ってケイトとも別れてしまう。
ロビーは自分の夢に現われる「偉大なるホール」から「『二つの塔』へ行け」と告げられ、行方をくらます。友人らはロビーが残した地図から彼を追跡し、ニューヨーク世界貿易センターの南展望台でとうとうロビーを捕まえる。ロビーはホールに会うにはそこから飛び降り魔法を唱える事が必要であると考えるようになっていた。また、ロビーの兄は何年も前に既に死去していた事も明らかとなった。
後に友人らは両親の元で暮らすロビーを訪れるが、彼は完全にファンタジーの中で生きているような状態である。彼らが「最後の一度きり」としてロビーのゲームに付き合ってあげるシーンでこの映画は幕を閉じる。

## キャスト
- ロビー：トム・ハンクス
- ジェイジェイ：クリス・メイクピース
- ケイト：ウェンディ・クルーソン
- ダニエル：デヴィッド・ウォレス
- ロイド・ボックナー
- ピーター・ドゥナット
- スーザン・ストラスバーグ
- アン・フランシス
- マーレイ・ハミルトン
- ヴェラ・マイルズ
- ルイーズ・ソレル